# Pheidole arnoldi
Pheidole arnoldi är en myrart som beskrevs av Auguste-Henri Forel 1913. Pheidole arnoldi ingår i släktet Pheidole och familjen myror.

## Underarter
Arten delas in i följande underarter:
- P. a. arnoldi
- P. a. ballaensis
- P. a. rufescens